# Sphaeronum
Sphaeronum – rodzaj chrząszczy z rodziny kusakowatych i podrodziny żarlinków.

## Morfologia
Chrząszcze o wydłużonym ciele długości od 2,7 do 12 mm.
Głowa ma tylną krawędź przedłużoną w prostokątny płat, co stanowi unikalną na tle podplemienia cechę. Poza tym charakteryzuje się stopniowo zaokrąglonymi bokami, gęsto punktowanym i owłosionym wierzchem z co najwyżej słabą mikrorzeźbą, pozbawionymi szczecinek oczami złożonymi z licznych fasetek, wąskimi, głębokimi, biorącymi początek przy listewce hypostomalnej rowkami pod oczami, wykrojonym przednim brzegiem wargi górnej oraz sutkowatym ostatnim członem głaszczków szczękowych.
Przedplecze jest dwukrotnie dłuższe niż szerokie, z wierzchu punktowane z wyjątkiem linii wzdłuż środka, zaopatrzone w podłużną listewkę biegnącą przez co najmniej połowę długości. Pokrywy nigdy nie są wyraźnie dłuższe od przedplecza. Hypomery są punktowane, o krótkich i zaostrzonych na szczycie płatach zabiodrowych odgraniczonych mocno rozwiniętymi listewkami poprzecznymi sąsiadującymi z bruzdami. Stykające się z hypomerami furcasternum przedtułowia jest szerokie i zaopatrzone w kil międzybiodrowy, przedłużony ku tyłowi zaostrzonym płatem z trzema żeberkami. Panewki bioder przednich są od tyłu zamknięte. Basisternum śródtułowia ma płytkie, słabo widoczne wklęśnięcie i pozbawione jest pośrodkowego żeberka. Wyrostek metakatepisternalny jest krótki, zaokrąglony na szczycie. Ostatnia para odnóży ma golenie z pojedynczym grzebieniem u wierzchołka.
Odwłok samca ma trójkątny z wcięciem na tylnym brzegu sternit dziewiąty oraz pozbawiony paramer i płata nasadowego, w widoku brzusznym owalny, symetryczny i opatrzonym wyrostkiem wentralnym edeagus. Samica ma trójkątną z wąskim wcięciem na szczycie pośrodkową płytkę gonokoksalną.

## Ekologia i występowanie
Owady te zasiedlają ściółkę leśną, butwiejące drewno i odchody. Osobniki dorosłe przylatują do sztucznych źródeł światła.
Przedstawiciele rodzaju zamieszkują krainę neotropikalną od Meksyku i Kuby przez Wenezuelę, Peru, Brazylię, Boliwię i Paragwaj po północną Argentynę.

## Taksonomia
Takson ten wprowadzony został w 1876 roku przez Davida Sharpa na łamach „Transactions of the Entomological Society of London”. Wyznaczenia opisanego w tej samej publikacji S. pallidum gatunkiem typowym rodzaju dokonał w 1905 roku Thomas Lincoln Casey.
Do rodzaju tego zalicza się 7 opisanych gatunków:
- Sphaeronum berberum Blackwelder, 1943
- Sphaeronum carinicolle Sharp, 1876
- Sphaeronum carinifrons Sharp, 1876
- Sphaeronum depressifrons Sharp, 1876
- Sphaeronum elongatum Sharp, 1876
- Sphaeronum opacum Sharp, 1876
- Sphaeronum pallidum Sharp, 1876